# アラーウッディーン・アターマリク・ジュヴァイニー
アラーウッディーン・アターマリク・ジュヴァイニー（ペルシア語: علاءالدین عطا ملک جوینی　‘Alā' al-Dīn ‘Aṭā-Malik Juvainī）、1226年 - 1283年）は、13世紀後期にモンゴル帝国・イルハン朝に仕えた政治家・歴史家。歴史書『世界征服者の歴史』の著者として知られている。なお、正則アラビア語の読みに従ってジュワイニー（Juwainī）と音写される場合もある。また、兄弟で同様に政治家として活躍したシャムスッディーン・ジュヴァイニー（Shams al-Dīn Juvainī）との混同に注意する必要がある。

## 経歴
ジュヴァイニー家はホラーサーンのジュヴァイン出身とされ、先祖はアッバース朝のハールーン・アッ＝ラシードの宰相を務めたほか、セルジューク朝のサンジャルやホラズム・シャー朝に高官として仕え、特に財務官僚として名高かった家柄であった。
ジュヴァイニーもモンゴル帝国によるホラーサーン制圧後、兄とともにアルグン・アカなどのモンゴルのイラン総督に出仕して徴税業務を担当した。その後、モンゴル帝国の本拠であるカラコルムに3度使節として派遣され（1246年-47年、49年-51年、51年-53年）摂政オグルガイミシュ皇后やモンケに謁見した他、モンケによるフレグ西方遠征軍の派遣が決定し、イラン総督府がフレグの指揮下に接収されると総督アルグン・アカや兄に従ってフレグの秘書官となった。これ以降、イラン周辺諸政権のフレグ軍への帰順作業に財政面から従事し、アラムートのイスマイール・ニザール派攻略やバグダードの戦いに従軍した。アラムート攻略時にはフラグのために勝利宣言の草案を執筆し、アラムートの城郭建築の調査を行った。その功績によってアラムートの図書館の書籍と天文器具の接収を許された。バグダード陥落後の1259年にフレグにより同地バグダードを中心とするイラーク・アラビー地方の太守（ハーキム）に任ぜられ、重税の緩和と農業生産の回復、都市の再建、学芸の振興に尽力した。イルハン朝建国以来の重鎮として財務長官となった兄とともに活躍した。3度目のカラコルム滞在中に触発を受けて友人の勧めもあり、『世界征服者の歴史』全3巻を執筆、8年間の歳月をかけて1260年に完成させている。
だが、アバカの治世に部下による讒言を受けて2度の財政監査を受けた上、公金濫用の罪で投獄され、多額の賠償を徴収されて財産を奪われた。だが、1282年にアバカが死去して弟のテグデルが即位すると、名誉回復を受けて政界に復帰しその政策を支えた。しかし、今度はアバカの子であるアルグンが政権奪還を図って内紛状態となる。ジュヴァイニーは後ろ盾であるテグデルが苦境に陥っている最中にアルグン軍に自分の所領を奪われたという報が伝わり、衝撃の余り急死したという。翌年、アルグンがテグデルを滅ぼすと、兄をはじめとするジュヴァイニー一門はことごとく処刑されたと伝えられている。

## 関連書籍
- 勝藤猛『モンゴルの西征 ペルシア知識人の悲劇』（創元新書, 創元社, 1970年2月）